# Bosenbach
Bosenbach ist eine Ortsgemeinde im Landkreis Kusel in Rheinland-Pfalz. Sie gehört der Verbandsgemeinde Kusel-Altenglan an.

## Geographie

### Lage
Der Ort liegt im Nordpfälzer Bergland im sogenannten Musikantenland in der Westpfalz. Der Kernort befindet sich im Osten und der Ortsteil Friedelhausen im Westen des Gemeindegebiets. Im Osten befindet sich Jettenbach, im Süden Niederstaufenbach und westlich liegt Altenglan.

### Gewässer
Im Westen des Gemeindegebiets fließt der Reichenbach, der von rechts den Bosenbach aufnimmt. Letzterer fließt mitten durch das Siedlungsgebiet; in diesem mündet in ihn ebenfalls von rechts der Lanzenbach.

## Geschichte
Im Jahr 945 wurde Bosenbach zum ersten Mal urkundlich erwähnt.
Von 1798 bis 1814, als die Pfalz Teil der Französischen Republik (bis 1804) und anschließend Teil des Napoleonischen Kaiserreichs war, war der Ort in den Kanton Wolfstein eingegliedert. 1815 gehörte der Bosenbach zunächst zu Österreich. Nach dem Wiener Kongress wurde er ein Jahr später dem Bayern zugeschlagen. Von 1818 bis 1862 gehörte die Gemeinde weiterhin dem Kanton Wolfstein an und war Bestandteil des Landkommissariat Kusel, das anschließend in ein Bezirksamt umgewandelt wurde.
1939 wurde der Ort in den Landkreis Kusel eingegliedert. Nach dem Zweiten Weltkrieg wurde Bosenbach innerhalb der französischen Besatzungszone Teil des damals neu gebildeten Landes Rheinland-Pfalz. Im Zuge der ersten rheinland-pfälzischen Verwaltungsreform wurde Friedelhausen am 1. Januar 1971 nach Bosenbach eingemeindet. 1972 wurde die Gemeinde Bestandteil der Verbandsgemeinde Altenglan. Seit 2018 gehört der Ort zur Verbandsgemeinde Kusel-Altenglan.

## Religion
Die im Ort lebenden Juden wurden in Hinzweiler begraben.

## Politik

### Gemeinderat
Der Gemeinderat in Bosenbach besteht aus zwölf Ratsmitgliedern, die bei der Kommunalwahl am 9. Juni 2024 in einer Mehrheitswahl gewählt wurden, und dem ehrenamtlichen Ortsbürgermeister als Vorsitzendem.
Im Dezember 2023 traten alle damaligen Gemeinderäte wegen der Unterfinanzierung der Gemeinde zurück.

### Bürgermeister
Tobias Allmang wurde am 9. Juli 2024 Ortsbürgermeister von Bosenbach. Da bei der Direktwahl am 9. Juni 2024 kein Wahlvorschlag eingereicht worden war, erfolgt die Wahl gemäß rheinland-pfälzischer Gemeindeordnung durch den Rat, der sich einstimmig für Tobias Allmang entschied.
Allmangs Vorgänger Martin Volles hatte das Amt am 17. Juni 2019 übernommen. Bei der Direktwahl am 26. Mai 2019 war er mit einem Stimmenanteil von 92,15 % für fünf Jahre gewählt worden. Im Dezember 2023 trat Martin Volles – wie die anderen Mandatsträger – wegen der Unterfinanzierung der Gemeinde zurück, blieb aber geschäftsführend bis zur Übergabe an den Nachfolger tätig. Vorgänger von Martin Volles als Ortsbürgermeister war Bernd Wagner.

### Wappen
| Wappen von Bosenbach | Blasonierung: „Wappen gespalten, rechts in Schwarz über einem blau/goldenen Wellenbalken das goldene Zeichen des Uranus, links in Gold eine rot/silberne Kirche.“ |
| Wappen von Bosenbach | Wappenbegründung: Der Kirchturm ist dem der bekannten Wolfskirche bei Bosenbach nachempfunden. Das Uranuszeichen erinnert an den Kalksteinabbau in den beiden Gemeinden Bosenbach und Friedelhausen bis 1971 und befindet sich wie im Wappen auch am Stolleneingang. Der Wellenbalken steht sinnbildlich für den Bosenbach und spielt zugleich auf den Ortsnamen an. Die Farbgebung bezieht sich auf die frühere Landesherrschaft in Bosenbach, die roten und goldenen Farben stehen für die Wildgrafen, die schwarzen und goldenen Farben für die Kurpfalz. |

## Kultur und Sehenswürdigkeiten

### Kulturdenkmäler

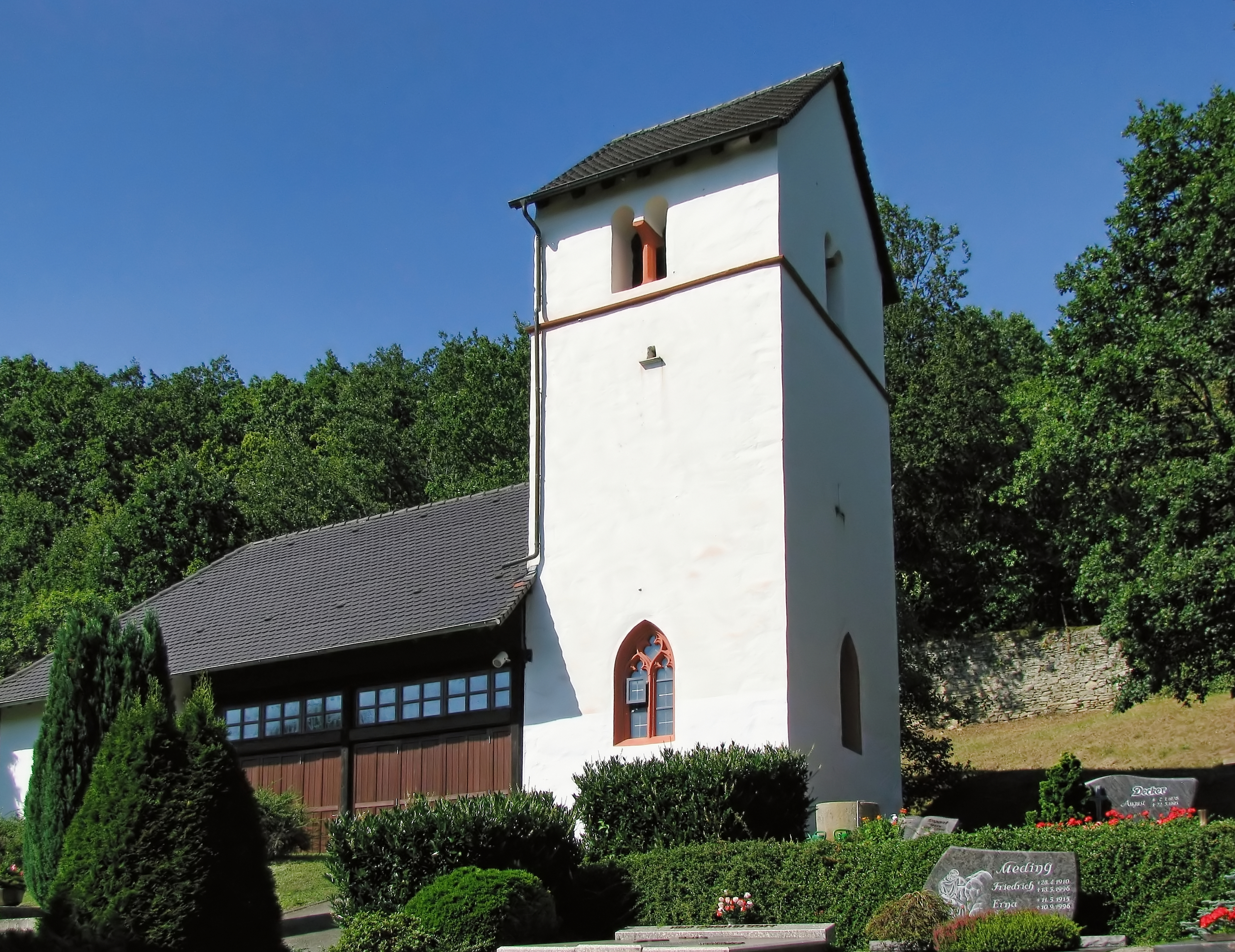
Wolfskirche

Vor Ort befinden sich insgesamt fünf Objekte, die unter Denkmalschutz stehen, darunter der Turm der ehemaligen Wolfskirche am Friedhof. Letztere gehört zu den bedeutendsten Kulturdenkmälern der Pfalz. Die Wandmalereien aus dem 14. Jahrhundert gibt es in dieser Art lediglich in Italien ein weiteres Mal.

### Natur
In Bosenbach befinden sich insgesamt drei Naturdenkmale.

## Wirtschaft und Infrastruktur

### Wirtschaft
Bosenbach gehörte einst zum Einzugsgebiet des Westpfälzer Wandermusikantentums.

### Verkehr
Durch den Ortsteil Friedelhausen verläuft die Landesstraße 367, die von Altenglan nach Kaiserslautern führt. In diese mündet die Landesstraße 370, die über den Kernort nach Kreimbach-Kaulbach verläuft. Die Kreisstraße 56 stellt außerdem eine Verbindung mit Niederstaufnebach her. Im Südwesten befindet sich die A 62.

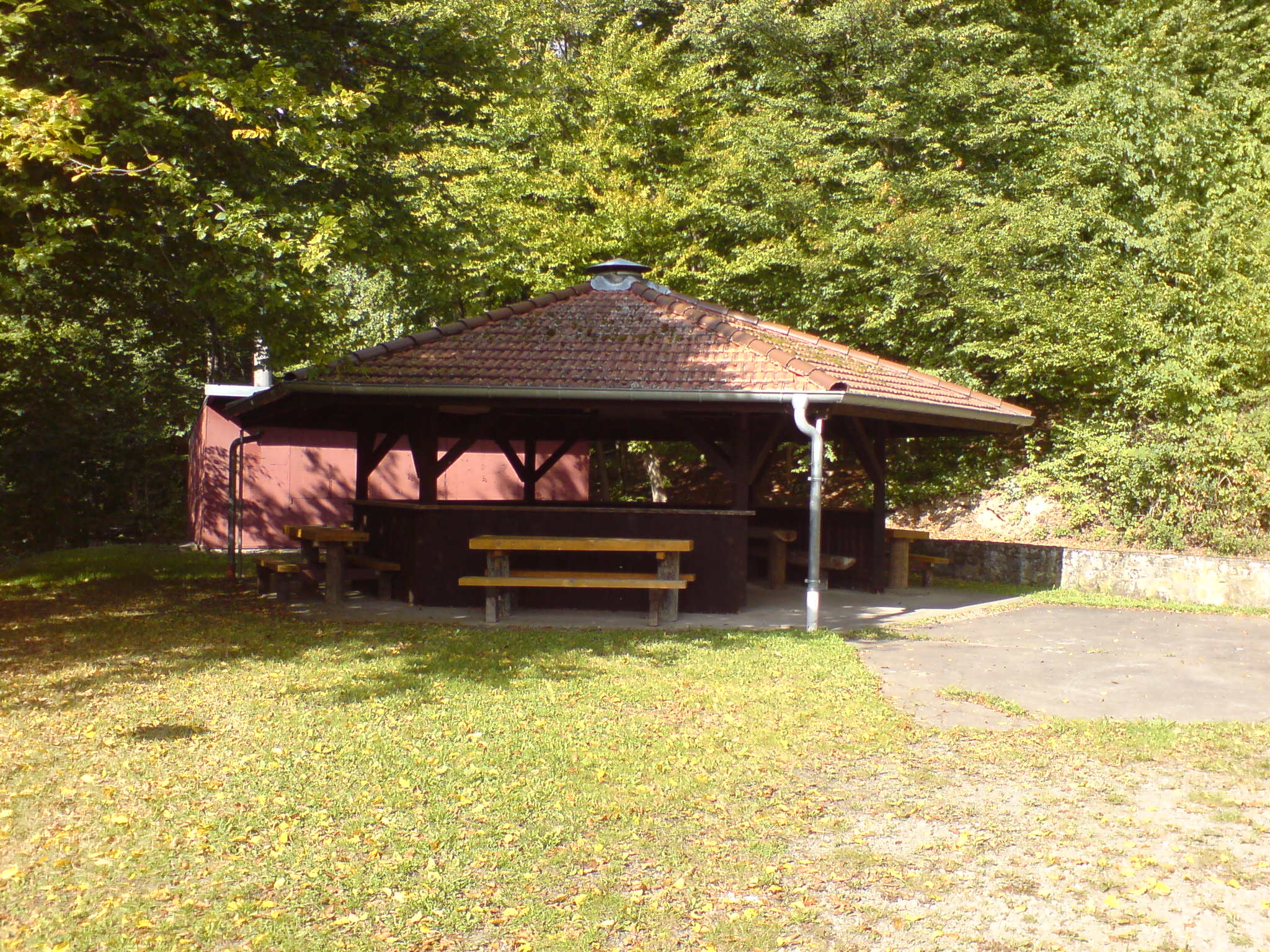
Hütte am Sauling

Bosenbach ist über die Buslinie 275 des Verkehrsverbundes Rhein-Neckar, die den Ort mit Kusel und Wolfstein verbindet, an das Nahverkehrsnetz angeschlossen. In Altenglan befindet sich ein Bahnhof der Bahnstrecke Landstuhl–Kusel.

### Einrichtungen
In Bosenbach gibt es einen Kindergarten und ein Freibad.

### Tourismus
Auf dem Gemeindegebiet befindet sich die Hütte am Sauling, die von der Ortsgruppe des Pfälzerwald-Vereins betrieben wird.